# Carfizzi
Carfizzi är en ort och kommun i provinsen Crotone i regionen Kalabrien i Italien. Kommunen hade 638 invånare (2017).